# Conrad Cordatus
Conrad Cordatus (Cordatus Konrád) (Weissenkirchen, Ausztria, 1480 – Stendal, 1546. április 6. előtt) hittudós, protestáns lelkész.

## Élete
Szegény huszita parasztcsalád sarja, Czvittinger Dávid szerint magyar származású volt. Conrad Celtes idején Bécsben tanult. 1505-ben lelkésszé avatták; Ferrarában licentiatusi rangot nyert, azután Rómába, onnan Budára ment, ahol 1510-ben 200 arannyal javadalmazott állást kapott. A reformációhoz való vonzódása fogságba juttatta, melyből csak hosszabb idő múlva szabadult ki. 1524. május 9-én Wittenbergben beiratkozott, de már 1525-ben ismét visszatért Magyarországra és ismét 38 heti fogságot szenvedett. Philipp Melanchthon 1526. július 1-jén Wittenbergből Nürnbergbe küldte, hogy ott az új gimnáziumban  tanári álláshoz jusson. Ugyanazon év őszén Liegnitzbe kapott meghívást az ott alapított akadémiához, de ez nem lendült föl. 1527 áprilisában Magyarországra tért vissza, ahol azonban nem kapott állást. Ezután Joachimsthalban tartózkodott és megnősült. Onnan Luther Márton 1528 márciusában Wittenbergbe hívta és 1529 tavaszán megszerezte neki a zwickaui másodlelkészi hivatalt. Az ottani tanács és a lelkészek között támadt súrlódások 1531. júliusban onnan is elűzték, ekkor ismét Luther vette őt pártfogásába és Georg Wizel halála után a niemegki (Wittenberg melletti) lelkészi hivatalban helyezte el. 1537 tavaszán Caspar Cruciger és Melanchton ellen heves támadást intézett, de Luther békítőleg közbelépett és júliusban az eislebeni lelkészi állásban helyezte el. Később az időközben (1539-ben) hittudorrá avatott Luther a reformáció Brandenburgban való terjesztéséhez segédül hívta meg. Mint stendali püspök halt meg. Luther nagyrabecsülte állhatatosságáért és hűségéért.

## Munkái
- Ursach warum Ungarn verstöret ist, und jetzt Oesterreich bekrieget wird. Zwickau, 1529.
- Cellius Mihálynak Vorlegung neuer Irrthumb und Schwermerey. Wittenberg, 1534. című munkájához előszót írt.